# Fouta (textil)

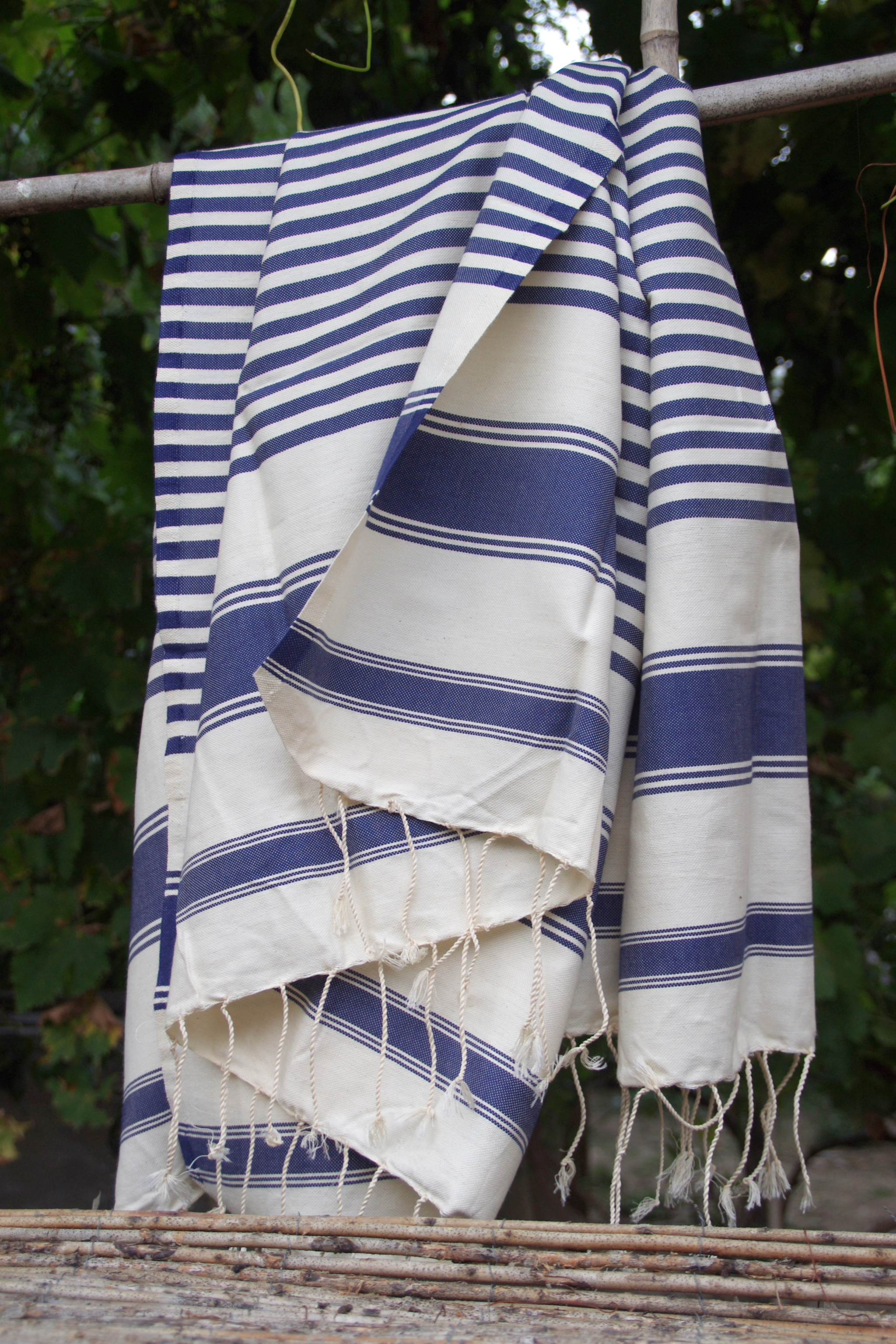
Tunisisk fouta

Fouta är ett tunisiskt tygstycke med många skilda användningsområden. I Europa är fouta främst kända som bastu-, bad- och strandhanddukar, men i arabvärlden har både män och kvinnor traditionellt använt fouta även som klädesplagg. 
Fouta är ett tunt bomullstyg som vanligen är flerfärgat och mönstrat.